# Distribuzione di Kolmogorov-Smirnov
In teoria delle probabilità la distribuzione di Kolmogorov-Smirnov è una distribuzione di probabilità discreta utilizzata nell'ambito dei test non parametrici e in particolare nei test di Kolmogorov-Smirnov e di Kuiper che richiedono come ipotesi delle variabili casuali continue per lo meno ordinali.
In realtà si tratta di due distinte distribuzioni di probabilità costruite con un procedimento analogo, che si distingue a seconda se fa riferimento al test di K-S a due code o a una coda.

## Costruzione dei valori della distribuzione
La distribuzione di Kolmogorov-Smirnov ha due parametri {\displaystyle m} e {\displaystyle n} e la funzione di probabilità viene costruita nel seguente modo, che fa esplicito riferimento al test di Kolmogorov-Smirnov:
Siano {\displaystyle x_{i}=i,} per {\displaystyle i=1,\ldots ,m+n,} e sia {\displaystyle y_{i}=1} se l'unità {\displaystyle i} fa parte del gruppo A che ha {\displaystyle m} valori e zero nel caso faccia parte del gruppo B che ha {\displaystyle n} valori. Quindi ad esempio, ipotizzando che {\displaystyle m=5} e {\displaystyle n=2} e che il terzo e quarto valore facciano parte del gruppo B l'appartenenza ai gruppi è definita da:
```
i
      1   2   3   4   5   6   7
Gruppo A   A   B   B   A   A   A
```

Si calcoli per tutte le {\displaystyle {m+n \choose n}} combinazioni (nell'esempio {\displaystyle {5+2 \choose 2}={\frac {7\cdot 6}{1\cdot 2}}=21}) il valore della variabile test di Kolmogorov-Smirnov, che nella combinazioni presa come esempio è uguale a 0,6 (trovato alla quarta colonna):
```
i
        1     2    3    4    5    6    7
Gruppo   A     A    B    B    A    A    A
  A      1     2    -    -    5    6    7
  B      -     -    3    4    -    -    -

f
(A)    0,2   0,2   -    -   0,2  0,2  0,2

f
(B)     -     -   0,5  0,5   -    -    -

F
(A)    0,2   0,4  0,4  0,4  0,6  0,8   1

F
(B)     0     0   0,5   1    1    1    1    
|Diff|  0,2   0,4  0,1  0,6  0,4  0,2   0
```

Per le 21 combinazioni si ottengono i valori di seguito indicati (la 16-esima riga corrisponde alla combinazione usata come esempio):
```
  
k
      Combinazione        
D

  1   A  A  A  A  A  B  B   
D
=1
  2   A  A  A  A  B  A  B   
D
=0,8
  3   A  A  A  B  A  A  B   
D
=0,6
  4   A  A  B  A  A  A  B   
D
=0,5
  5   A  B  A  A  A  A  B   
D
=0,5
  6   B  A  A  A  A  A  B   
D
=0,5
  7   A  A  A  A  B  B  A   
D
=0,8
  8   A  A  A  B  A  B  A   
D
=0,6
  9   A  A  B  A  A  B  A   
D
=0,4
 10   A  B  A  A  A  B  A   
D
=0,3
 11   B  A  A  A  A  B  A   
D
=0,5
 12   A  A  A  B  B  A  A   
D
=0,6
 13   A  A  B  A  B  A  A   
D
=0,4
 14   A  B  A  A  B  A  A   
D
=0,4
 15   B  A  A  A  B  A  A   
D
=0,5
 16   A  A  B  B  A  A  A   
D
=0,6
 17   A  B  A  B  A  A  A   
D
=0,6
 18   B  A  A  B  A  A  A   
D
=0,6
 19   A  B  B  A  A  A  A   
D
=0,8
 20   B  A  B  A  A  A  A   
D
=0,8
 21   B  B  A  A  A  A  A   
D
=1
```

I valori {\displaystyle D} sono distribuiti secondo quella che è appunto la distribuzione di Kolmogorov-Smirnov con {\displaystyle m=5} e {\displaystyle n=2}
```
 
D
       
p
            
Σ
p

0,3  1/21=0,0477   1/21=0,0477   
0,4  3/21=0,1429   4/21=0,1905
0,5  5/21=0,2381   9/21=0,4286
0,6  6/21=0,2857  15/21=0,7143
0,8  4/21=0,1905  19/21=0,9047
1,0  2/21=0,0952  21/21=1,0000
```

Allo stesso modo si procede per qualsiasi altra coppia di {\displaystyle m} e {\displaystyle n.}

## Il caso dimengrandi
Se {\displaystyle m} e {\displaystyle n} assumono valori grandi (indicativamente {\displaystyle m>25} e {\displaystyle n>25}), allora la variabile {\displaystyle X=4\left({\frac {m\ n}{m+n}}\right)D_{m,n}^{2}} può essere approssimata ad una distribuzione chi quadrato con 2 gradi di libertà.

## Tavole dei valori critici

### Per il test di Kolmogorov-Smirnov a due code

#### Valori critici perα=1%
Valori critici (c) per la regione di rifiuto del test di Kolmogorov-Smirnov a due code: 
Probabilità(m n Dm,n > c) ≤ 0,01
```
m \ n |   2    3    4    5    6    7    8    9    10

------+---------------------------------------------

  2   |                                             
  3   |                                     27    30
  4   |                      24   28   32   36    36
  5   |                 25   30   35   35   40    45
  6   |            24   30   36   36   40   45    48
  7   |            28   35   36   42   48   49    53
  8   |            32   35   40   48   56   55    60
  9   |       27   36   40   45   49   55   63    63
 10   |       30   36   45   48   53   60   63    80
```

#### Valori critici perα=5%
Valori critici (c) per la regione di rifiuto del test di Kolmogorov-Smirnov a due code: 
Probabilità(m n Dm,n > c) ≤ 0,05
```
m \ n |   2    3    4    5    6    7    8    9    10

------+---------------------------------------------

  2   |                                16   18    20
  3   |                 15   18   21   21   24    27
  4   |            16   20   20   24   28   28    30
  5   |       15   20   25   24   28   30   35    40
  6   |       18   20   24   30   30   34   39    40
  7   |       21   24   28   30   42   40   42    46
  8   |  16   21   28   30   34   40   48   46    48
  9   |  18   24   28   35   39   42   46   54    53
 10   |  20   27   30   40   40   46   48   53    70
```

#### Valori critici perα=10%
Valori critici (c) per la regione di rifiuto del test di Kolmogorov-Smirnov a due code: 
Probabilità(m n Dm,n > c) ≤ 0,10
```
m \ n |   2    3    4    5    6    7    8    9    10

------+---------------------------------------------

  2   |                 10   12   14   16   18    18
  3   |            12   15   15   18   21   21    24
  4   |       12   16   16   18   21   24   27    28
  5   |  10   15   16   20   24   25   27   30    35
  6   |  12   15   18   24   30   28   30   33    36
  7   |  14   18   21   25   28   35   34   36    40
  8   |  16   21   24   27   30   34   40   40    44
  9   |  18   21   27   30   33   36   40   54    50
 10   |  18   24   28   35   36   40   44   50    60
```